# Зайонсвилл
Зайонсвилл (англ. Zionsville) — город в округе Бун в штате Индиана США. По данным переписи 2020 года, численность населения составляла 30 603 человек.

## Население
| 2010   | 2020    |
| ------ | ------- |
| 14 160 | ↗30 603 |